# Universidade Federal do Amazonas
A Universidade Federal do Amazonas (UFAM) é uma instituição de ensino superior pública brasileira sediada em Manaus, capital do estado do Amazonas, sendo uma das mais importantes da Região Norte. Em 2024, segundo o Ranking Universitário da Folha, ela ocupava a 43º posição de melhor Universidade do Brasil e o primeiro lugar entre as Universidades localizadas no Norte do Brasil. É considerada uma das primeiras instituições de ensino superior do país com o status de "universidade", tendo sido fundada em 17 de janeiro de 1909. Originou-se da extinta Escola Universitária Livre de Manáos, desmembrada a Faculdade de Direito, formando o embrião da atual UFAM. Sua instalação se deu em 15 de março de 1910 e, em 13 de julho de 1913, passou a ser denominada Universidade de Manaus.
O campus sede, em Manaus, constituindo-se no maior fragmento florestal urbano do Brasil dedicado à uma instituição superior de ensino, além de ser o terceiro no mundo, com 6,7 quilômetros quadrados. A UFAM possui, em sua rede de ensino, 109 cursos de graduação, 40 programas de pós-graduação stricto sensu e diversos lato sensu, além de 645 grupos de pesquisa registrados. No total, em 2013, eram 25 000 estudantes e 2 700 servidores técnico-administrativo.
De acordo com dados do ENADE de 2012, os cursos mais bem avaliados da universidade são o de design e o de odontologia, com conceito de 5 pontos. Outros cursos, tais como ciências econômicas, psicologia, jornalismo e geografia (licenciatura e bacharelado) também foram bem avaliados, com conceito final de 4 pontos.
O Ranking Universitário Folha, em 2019, avaliou os cursos de ciência da computação, odontologia, engenharia elétrica, biologia e direito como os de melhor qualidade de ensino em toda a Universidade, ocupando, em nível nacional, as 20.ª, 28.ª, 32.ª, 35.ª e 17.ª posições, respectivamente.

## História

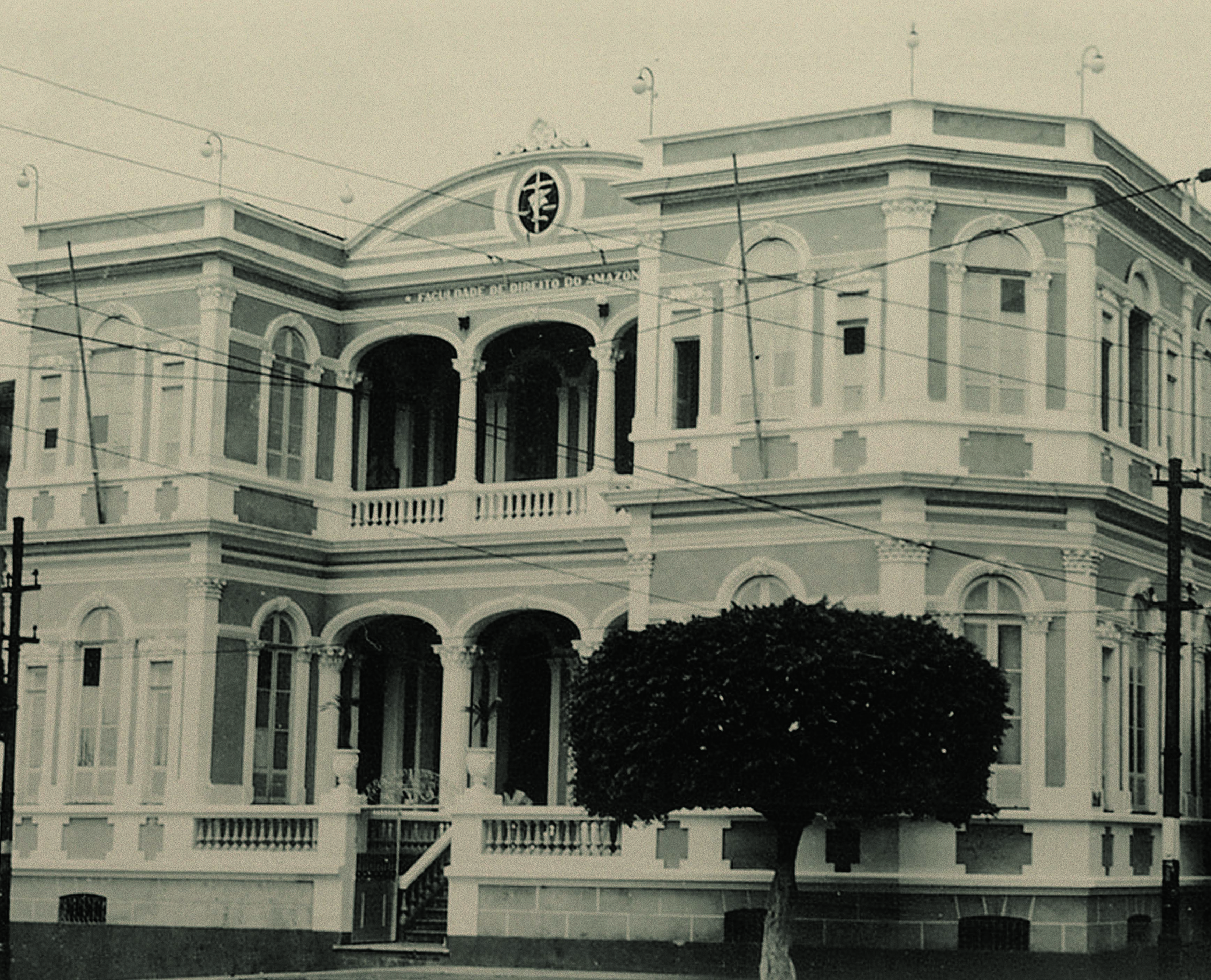
Fachada do antigo prédio da Faculdade de Direito do Amazonas.

### 1909: Escola Universitária Livre de Manáos
A história da Universidade Federal do Amazonas inicia-se em 17 de janeiro de 1909, quando a Escola de Instrução Militar do Amazonas se transformou em Escola Universitária Livre de Manáos. Ali surgiu uma das primeiras instituições de ensino superior do Brasil, criada por inspiração do tenente-coronel do Clube da Guarda Nacional do Amazonas, Joaquim Eulálio Gomes da Silva Chaves. Em sessão de 12 de fevereiro de 1909, o Conselho Constituinte elegeu Eulálio Chaves para promover o reconhecimento oficial da Escola e cuidar da publicação de seus Estatutos. A Lei nº. 601, de  8 de outubro de 1909, considerou válidos os títulos expedidos pela Escola Universitária.
Além dos cursos de instrução militar, também seriam ministrados os cursos de engenharia civil, agrimensura, agronomia, Indústrias, ciências jurídicas e sociais, bacharelado em ciências naturais, farmacêuticas e letras. Outros cursos deveriam ser criados posteriormente, com preferência o de medicina.

### 1910–1926: Universidade de Manaus

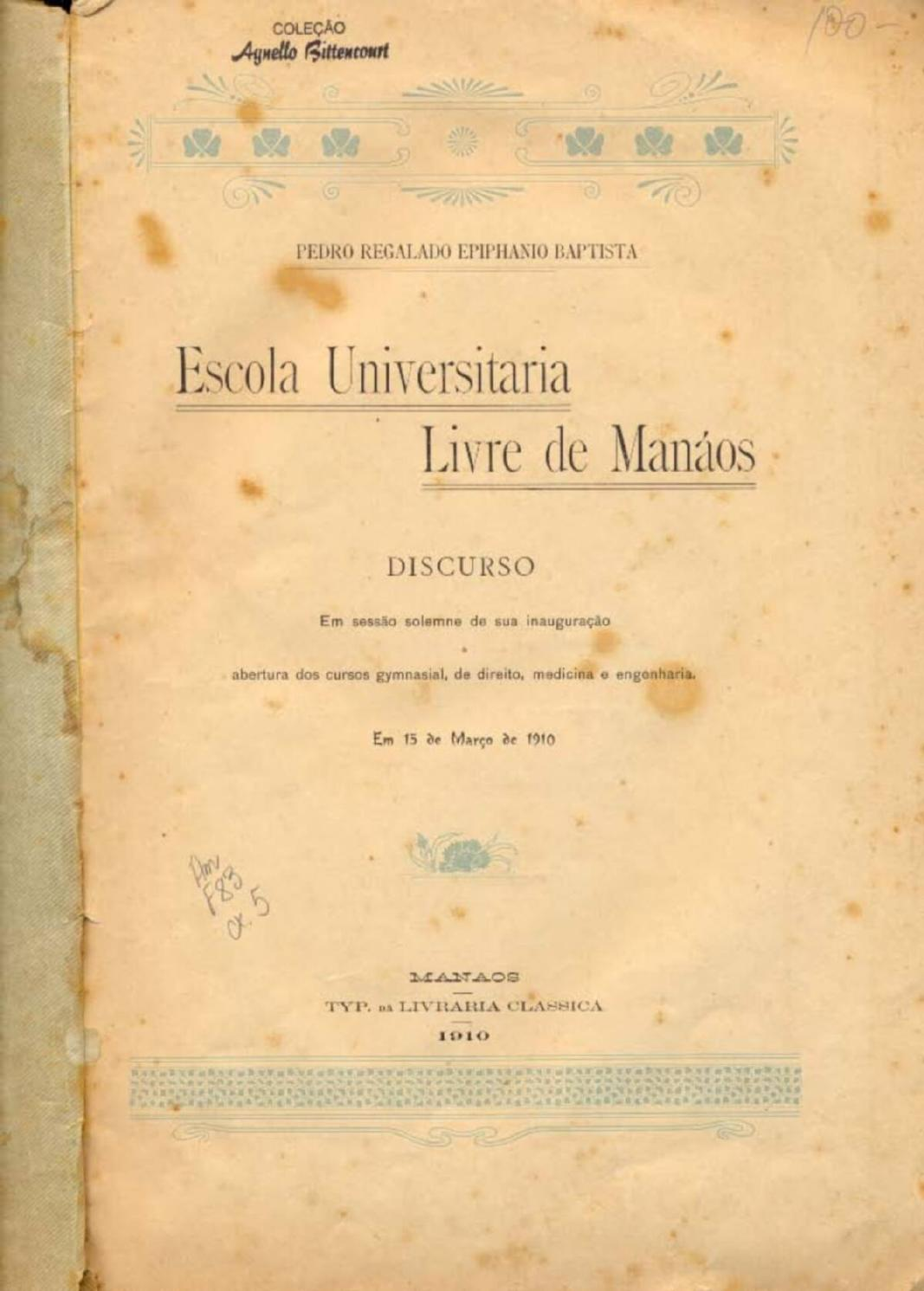
Discurso de inauguração dos cursos de Direito, Medicina e Engenharia, 15 de março de 1910.

Dirigida em seu primeiro ano pelo Dr. Pedro Botelho (1909-1910) e, posteriormente, pelo Dr. Astrolábio Passos (1910-1926), a Escola Universitária instalou seus cursos de Direito, medicina e engenharia, em 15 de março de 1910, em sessão solene presidida pelo governador do Estado, Antônio Clemente Ribeiro Bittencourt. Em 13 de julho de 1913, a Escola Universitária Livre de Manáos muda de nome, passando a chamar-se Universidade de Manaus.
A experiência bem sucedida da primeira universidade brasileira durou somente 17 anos, sendo ela desativada em 1926. A partir daí, passaram a funcionar como unidades isoladas de ensino superior, mantidas pelo Estado do Amazonas, as faculdades de direito, odontologia e agronomia. Com  a  extinção  das  duas  últimas, poucos anos depois, restou apenas a Faculdade de Direito, a qual formou os primeiros bacharéis em 1914, e foi incorporada pela Universidade Federal do Amazonas. Esse elo histórico entre as duas instituições testemunha e revalida a atual UFAM como a mais antiga universidade brasileira.

### 1964–presente: Universidade do Amazonas e federalização
Em 3 de julho de 1964, na realização da 18.ª reunião do Conselho Diretor da Fundação Universidade do Amazonas, foi decidido que a data de comemoração da instalação da Universidade do Amazonas (UA) seria a mesma data criação da primeira universidade brasileira, a Escola Universitária Livre de Manáos.
Criada pela Lei Federal 4.069-A, assinada pelo presidente João Goulart em 12 de junho de 1962, a sucessora legítima da Escola Universitária Livre de Manáos, Universidade do Amazonas, teve seu Projeto de Lei, de autoria do então deputado federal Arthur Virgílio do Carmo Ribeiro Filho, publicado no Diário Oficial da União em 27 de junho do corrente ano, mas só se instalou como Fundação de Direito Público mantida pela União Federal em 17 de janeiro de 1965.
A Universidade do Amazonas consolidou-se e ampliou sua estrutura por meio da criação de novos cursos e absorção de outros já existentes. A partir de 1968, a estrutura da instituição passa a ser a seguinte: Faculdade de Direito do Amazonas, Faculdade de Estudos Sociais, Faculdade de Filosofia, Ciências e Letras, Faculdade de Engenharia, Faculdade de Medicina e Faculdade de Farmácia e Odontologia.
Embora tenha sido criada pela Lei Federal 4.069-A, de 12 de junho de 1962, a Universidade Federal do Amazonas instalou-se três anos depois, em 17 de janeiro de 1965, 39 anos após a desativação da Universidade de Manáos. Criada como fundação de direito público e mantida pela União, a Universidade recebeu a denominação de Universidade Federal do Amazonas (UFAM) por disposição  da  Lei  nº. 10.468,  de 20 de junho de 2002. O objetivo da instituição é ministrar o ensino superior e desenvolver o estudo e a pesquisa em todos os ramos do saber e da divulgação científica, técnica e cultural.

## Infraestrutura
A área do campus universitário, localizada no bairro Coroado, na Zona Leste de Manaus, tem 6,7 milhões de metros quadrados, o que a torna o terceiro maior fragmento verde em área urbana do mundo e o primeiro do país. Nela são encontradas várias espécies da fauna - como preguiças, pacas, sauins-de-coleira - e da flora, em meio a uma grande porção de mata virgem. A área construída corresponde a cerca de 35% do projeto arquitetônico original, de autoria do arquiteto Severiano Mário Porto, que lhe rendeu menção honrosa, em 1987, do Instituto dos Arquitetos do Brasil (IAB/RJ).

## Campuse cursos oferecidos
Atualmente a UFAM é composta por seis campi, detentores de calendários acadêmicos diferenciados. Enquanto que no campus de Manaus, o ano letivo tem início no primeiro semestre letivo (com exceção do curso de Fisioterapia e da turma de aprovados no SiSU para o curso de Medicina, cujo início do ano letivo se dá no segundo semestre letivo), nos campi do interior do estado, o ano letivo tem início no segundo semestre letivo. Segue abaixo a relação dos campus e dos seus respectivos cursos oferecidos:

### CampusSenador Arthur Virgílio Filho (Manaus)
Localizado em Manaus, capital do estado do Amazonas. Oferece os seguintes cursos de graduação, divididos em quatro grandes áreas do conhecimento:
Ciências Agrárias
São cinco os cursos de ciências agrárias oferecidos pela instituição, divididos em uma unidade acadêmica:
- Faculdade de Ciências Agrárias (FCA): agronomia, engenharia florestal, engenharia de alimentos, engenharia de pesca e zootecnia.

Ciências Biológicas e Ciências da Saúde
A Universidade Federal do Amazonas dispõe de onze cursos de graduação na área de ciências biológicas e ciências da saúde em Manaus, divididos em 6 unidades acadêmicas:
- Escola de Enfermagem de Manaus (EEM): enfermagem.
- Faculdade de Ciências Farmacêuticas (FCF): farmácia
- Faculdade de Educação Física e Fisioterapia (FEFF): educação física, educação física - promoção em saúde e lazer, educação física - treinamento esportivo e fisioterapia.
- Faculdade de Medicina (FM): medicina
- Faculdade de Odontologia (FAO): odontologia
- Instituto de Ciências Biológicas (ICB): biotecnologia, ciências biológicas e  ciências naturais.

Ciências Exatas
Na área das ciências exatas, vinte cursos de graduação são oferecidos pela universidade, divididos em 3 unidades acadêmicas:
- Faculdade de Tecnologia (FT): Arquitetura e Urbanismo, Design, Engenharia Civil, Engenharia da Computação, Engenharia Elétrica - Eletrônica, Engenharia Elétrica - Eletrotécnica, Engenharia Elétrica - Telecomunicações, Engenharia de Produção, Engenharia de Materiais, Engenharia Mecânica, Engenharia de Petróleo e Gás e Engenharia Química.
- Instituto de Ciências Exatas (ICE): Estatística, Física, Geologia, Matemática, Matemática Aplicada e Química.
- Instituto de Computação (IComp): Ciência da Computação e Engenharia de Software

Ciências Humanas e Ciências Sociais Aplicadas
A área de ciências humanas e ciências sociais aplicada é a de maior número de cursos em graduação, que dispõe de vinte e dois cursos nesta área, divididos em 8 unidades acadêmicas:
- Faculdade de Direito (FD): Direito
- Faculdade de Educação (Faced): Pedagogia
- Faculdade de Estudos Sociais (FES): Administração, Ciências Contábeis e Ciências Econômicas
- Faculdade de Psicologia (FAPSI): Psicologia
- Instituto de Filosofia, Ciências Humanas e Sociais (IFCHS): Ciências Sociais, Filosofia, Geografia, História e Serviço Social.
- Faculdade de Informação e Comunicação (FIC): Arquivologia, Biblioteconomia, Comunicação Social - Relações Públicas e Jornalismo
- Faculdade de Letras (FLet):  Letras - Língua e Literatura Espanhola,  Letras - Língua e Literatura Francesa, Letras - Língua e Literatura Inglesa, Letras - Língua e Literatura Japonesa, Letras - Língua e Literatura Portuguesa, Letras-Libras
- Faculdade de Artes (FAARTES): Artes Visuais e Música

### CampusBenjamin Constant
Localizado em Benjamin Constant, cidade do Alto Solimões. O Multicampi de Benjamim Constant oferece os seguintes cursos de graduação: Bacharelado em Administração, Bacharelado em Antropologia, Licenciatura em Ciências Agrárias e do Ambiente, Licenciatura em Biologia e Química, Licenciatura em Letras - Língua e Literatura Espanhola, Letras- Língua e Literatura Portuguesa e Licenciatura em Pedagogia.

### CampusCoari
Localizado em Coari, cidade do Médio Solimões. O Multicampi de Coari oferece os seguintes cursos de graduação: Biotecnologia, Licenciatura em Ciências: Biologia e Química, Licenciatura em Ciências: Matemática e Física, Enfermagem, Fisioterapia, Medicina e Nutrição.

### CampusHumaitá
O Campus de Humaitá, município localizado na microrregião do Madeira, é o único situado no Sul do Amazonas. O Multicampi de Humaitá oferece os seguintes cursos de graduação: Agronomia, Engenharia Ambiental, Licenciatura em Ciências: Biologia e Química, Licenciatura em Ciências: Matemática e Física, Licenciatura em Letras: Português e Inglês e Pedagogia.
Conhecido como IEAA, o campus também conta com dois programas de pós-graduação Stricto Sensu em nível de Mestrado: O Programa de Pós-Graduação em Ciências Ambientais - PPGCA e o Programa de Pós-Graduação em Ensino de Ciências e Humanidades - PPGECH.

### CampusItacoatiara
Localizado em Itacoatiara, cidade da Grande Manaus. O Multicampi de Itacoatiara oferece os seguintes cursos de graduação: Agronomia, Ciências Farmacêuticas, Biologia, Química, Matemática, Física, Engenharia de Produção, Engenharia de Software, Engenharia Sanitária, Química Industrial, Sistema de Informação.

### CampusParintins
Localizado em Parintins, cidade do Baixo Amazonas. O Multicampi de Parintins oferece os seguintes cursos de graduação: Administração em Gestão Organizacional, Artes Plásticas, Comunicação Social - Jornalismo, Educação Física, Pedagogia, Serviço Social e Zootecnia.

## Reitores
Em mais de seis décadas de existência como Universidade Federal do Amazonas, a instituição teve doze reitores, sendo cinco bacharéis em direito, dois bacharéis em medicina, um em jornalismo, um em engenharia civil, uma em serviço social, um em ciências econômicas e uma em engenharia elétrica. O primeiro foi o professor Aderson Andrade de Menezes, da Faculdade de Direito, e o que permaneceu por menor espaço de tempo na reitoria.
O professor Octávio Mourão (1977—1984) foi o último reitor do regime militar, e o professor Roberto Vieira (1985—1989) o primeiro eleito pela comunidade acadêmica, no início da redemocratização do país.

### Lista de reitores
| Reitor                            | Gestão                      | Sob o nome |
| --------------------------------- | --------------------------- | --- |
| Pedro Botelho da Cunha            | 1909 - 1910                 | Escola Universitária Livre de Manaós                                                                                     |
| Astrolábio Passos                 | 1910 - 1926                 | Universidade de Manáos                                                                                                   |
| Aderson Andrade de Menezes        | 1964 - 1965                 | Universidade do Amazonas                                                                                                 |
| Jauary Guimarães de Souza Marinho | 1965 - 1970                 | Universidade do Amazonas                                                                                                 |
| Áderson Pereira Dutra             | 1970 - 1976                 | Universidade do Amazonas                                                                                                 |
| Octávio Hamilton Botelho Mourão   | 1976 - 1985                 | Universidade do Amazonas                                                                                                 |
| Roberto dos Santos Vieira         | 1985 - 1989                 | Universidade do Amazonas                                                                                                 |
| Marcos Luís Barroso Barros        | 1989 - 1993                 | Universidade do Amazonas                                                                                                 |
| Nelson Abrahim Fraiji             | 1993 - 1997                 | Universidade do Amazonas                                                                                                 |
| Walmir de Albuquerque Barbosa     | 1997 - 2001                 | Universidade do Amazonas                                                                                                 |
| Hidembergue Ordozgoith da Frota   | 2001 - 2009 (dois mandatos) | Universidade do Amazonas (até 20 de junho de 2002) / Universidade Federal do Amazonas (de 20 de junho de 2002 em diante) |
| Márcia Perales Mendes Silva       | 2009 - 2017 (dois mandatos) | Universidade Federal do Amazonas                                                                                         |
| Sylvio Mário Puga Ferreira        | 2017 - 2025 (dois mandatos) | Universidade Federal do Amazonas                                                                                         |
| Tanara Lauschner                  | 2025 - atualidade           | Universidade Federal do Amazonas                                                                                         |

## Forma de ingresso
A universidade utiliza 4 formas de ingresso no ensino superior.

### Processo Seletivo Contínuo (PSC)
Vestibular seriado, criado no final da década de 1990, através da Resolução 18/98 do Conselho de Ensino e Pesquisa (CONSEPE), realizado habitualmente na última semana de novembro/primeira semana de dezembro, exclusivo para alunos das 3 séries do ensino médio das escolas reconhecidas e registradas no estado do Amazonas, que seleciona os candidatos que obtiveram melhor pontuação ao longo dos três anos do processo, sendo responsável, até o processo seletivo para o ano de 2018,  pelo preenchimento de 50 % das vagas da universidade, tanto do campus da capital quanto dos campus do interior do estado, visto que a partir do processo seletivo para o ano de 2019, com a criação do Processo Seletivo do Interior no ano de 2016, preencherá somente 50 % das vagas do campus da capital. Os aprovados nesta forma de ingresso iniciam suas aulas na universidade, em regra, no primeiro semestre do ano seguinte ao da realização da prova da última etapa, com exceção dos alunos do curso de Fisioterapia, que iniciam suas aulas no segundo semestre.

### Sistema de Seleção Unificada (SiSU)
Outra forma de ingresso na UFAM é através do Sistema de Seleção Unificada (SiSU), realizado nacionalmente em meados do mês de janeiro, que utiliza as notas do Exame Nacional do Ensino Médio (ENEM) do ano anterior ao de sua realização para o preenchimento de metade das vagas da universidade do campus da Capital e de metade das vagas da universidade dos campi do interior (com exceção das vagas oferecidas para o curso de Medicina situado no campus de Coari), substituindo, desde o processo seletivo para o ano de 2010 o Processo Seletivo Macro (PSM) e o Processo Seletivo Macro Verão (PSMV), que eram os vestibulares tradicionais da universidade e que preenchiam as vagas, respectivamente, do campus da capital e dos campus do interior. Os aprovados nesta forma de ingresso iniciam suas aulas na universidade, em regra, no primeiro semestre do ano em que é realizada a seleção, com exceção dos alunos dos cursos sediados no interior e dos cursos de Fisioterapia e Medicina, que iniciam suas aulas no segundo semestre.

### Processo Seletivo do Interior (PSI)
O Processo Seletivo do Interior, criado através da Resolução 20/2016 do Conselho de Ensino e Pesquisa, substituiu o antigo Processo Seletivo Macro Verão (PSMV), que fora substituído pelo uso do SiSU no processo seletivo para o ano de 2010 e ainda poderia ser considerada a terceira forma de ingresso na universidade, pois tinha o papel de preencher as vagas nos campi do interior que sobravam das matrículas dos aprovados tanto no SiSU quanto no PSC. É realizado habitualmente entre um mês e meio e dois meses antes do início do segundo semestre do ano em que é realizado, visto que é o semestre em que os alunos aprovados iniciam suas aulas. Até o processo seletivo para o segundo semestre do ano de 2018, o PSI ainda exercerá a antiga função do PSMV (preencher as vagas nos campi do interior que sobravam das matrículas dos aprovados no SiSU e do PSC). A partir do processo seletivo para o ano de 2019, o PSI irá preencher a metade das vagas dos campi do interior, visto que o PSC, também a partir de 2019, passará a preencher somente a metade das vagas do campus da capital.

### Processo Seletivo Extramacro (PSE)
É a forma de ingresso na Universidade Federal do Amazonas fora do Processo Seletivo Macro - PSM (antigo vestibular). O PSE será ofertado dependendo da disponibilidade de vagas e o processo também será previsto através do Calendário Acadêmico. Através do Processo Seletivo Extramacro é disponibilizado três modalidades de ingresso, são elas: Reopção - (Transferência de Curso Interno) é o processo de transferência do estudante da UFAM de um curso para outro, dentro da mesma área de conhecimento; Portador de Diploma - o portador de Diploma de Curso Superior poderá candidatar-se a outro curso da mesma área de estudos de sua graduação; Transferência Facultativa - A Transferência Facultativa é forma de Ingresso do estudante oriundo de outras Instituições de Ensino Superior, no decorrer do curso, desde que o Curso de origem esteja devidamente reconhecido e seja idêntico ou equivalente ao da UFAM e que o estudante haja concluído o mínimo de créditos/horas exigidos de acordo com o Edital.

## Controvérsias
Como não há título em caráter oficial (emitido pelo Estado Brasileiro) de instituição de ensino superior mais antiga no Brasil, há outras instituições que alegam ser mais antigas, como a Universidade Federal do Paraná, sendo a primeira instituição reconhecida como universidade no país, em 27 março de 1913. Já a Universidade Federal do Amazonas conseguiu o título de universidade três meses depois, em 13 de julho de 1913. Embora há outras instituições de ensino superior mais antigas, porém, que não gozavam do título de universidade.